# Karl-Heinz Willroth
Karl-Heinz Willroth (* 30. Oktober 1948 in Plön; † 18. Mai 2023 in Göttingen) war ein deutscher Prähistoriker, der vor allem über die mitteleuropäische Bronzezeit forschte.

## Werdegang
Willroth studierte von 1975 bis 1981 Ur- und Frühgeschichte an der Christian-Albrechts-Universität zu Kiel und wurde 1981 in Kiel mit der Dissertation Die Hortfunde der älteren Bronzezeit in Südschweden und auf den dänischen Inseln promoviert. 1989 habilitierte er sich in Kiel mit der Schrift Untersuchungen zur Besiedlungsgeschichte von Angeln und Schwansen von der älteren Bronzezeit bis zum frühen Mittelalter. Eine Studie zu Chronologie, Chorologie und Siedlungskunde.
Von 1990 bis 1993 war er Professor für Ur- und Frühgeschichte an der Johann Wolfgang Goethe-Universität Frankfurt am Main, von 1993 bis 2016 an der Georg-August-Universität Göttingen und Direktor des dortigen Seminars.
Willroth war Mitglied des DFG-geförderten Graduiertenkollegs 1024 Interdisziplinäre Umweltgeschichte. Naturale Umwelt und gesellschaftliches Handeln in Mitteleuropa und Mitherausgeber der Prähistorischen Zeitschrift.
Seit 2007 und auch über seine Emeritierung hinaus leitete er das Projekt Siedlungen der Bronzezeit, das von der Akademie der Wissenschaften und der Literatur in Mainz betreut wurde.

## Schriften
- Die Opferhorte der älteren Bronzezeit in Südskandinavien. In: Frühmittelalterliche Studien, 18, 1984, S. 48–72.
- Die Hortfunde der älteren Bronzezeit in Südschweden und auf den dänischen Inseln. Offa-Bücher, Bd. 55, Neumünster 1985.
- Krieger, Häuptlinge oder „nur“ freie Bauern. Zum Wandel in der Bronzezeitforschung. In: Zur Bronzezeit in Norddeutschland, Hrsg. Werner Budesheim, Horst Kieling. Wachholtz, Neumünster 1999.
- Ernst Sprockhoff und die nordische Bronzezeit. In: Heiko Steuer (Hrsg.): Eine hervorragend nationale Wissenschaft. Ergänzungsbände zum Reallexikon der Germanischen Altertumskunde, Bd. 29. de Gruyter, Berlin 2001, ISBN 3-11-017184-8, S. 109–149.

### Als Herausgeber
- Siedlungen der älteren Bronzezeit. Beiträge zur Siedlungsarchäologie und Paläoökologie des zweiten vorchristlichen Jahrtausends in Südskandinavien, Norddeutschland und den Niederlanden (= Studien zur nordeuropäischen Bronzezeit. 1). Wachholtz, Neumünster 2013, ISBN 978-3-529-01581-6.
- (zusammen mit Jens Schneeweiß, Hans-Jürgen Beug) Slawen an der Elbe (= Göttinger Forschungen zur Ur- und Frühgeschichte, Bd. 1; Schriftenreihe des Heimatkundlichen Arbeitskreises Lüchow-Dannenberg, Bd. 19). Wachholtz, Neumünster 2011, ISBN 978-3-529-01561-8.